# فرناندو کوریا
فرناندو کوریا (انگلیسی: Fernando Correa؛ زادهٔ ۶ ژانویهٔ ۱۹۷۴) بازیکن سابق فوتبال اهل اروگوئه است که در پست مهاجم بازی می‌کرد و هم اکنون یک مربی است.
وی همچنین در تیم ملی فوتبال اروگوئه بازی کرده‌است.